# 沛溫翼龍屬
沛溫翼龍屬又名普利翁指翼龍，是種長尾翼龍類，生存於三疊紀诺利期的義大利。化石是由Nando Buffarini在1982年發現，發現於義大利阿爾卑斯山脈Preone山谷的烏迪內附近。

## 體徵

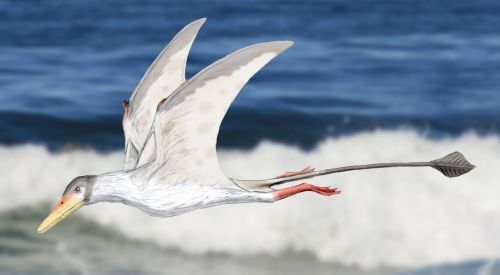
沛溫翼龍的想像圖

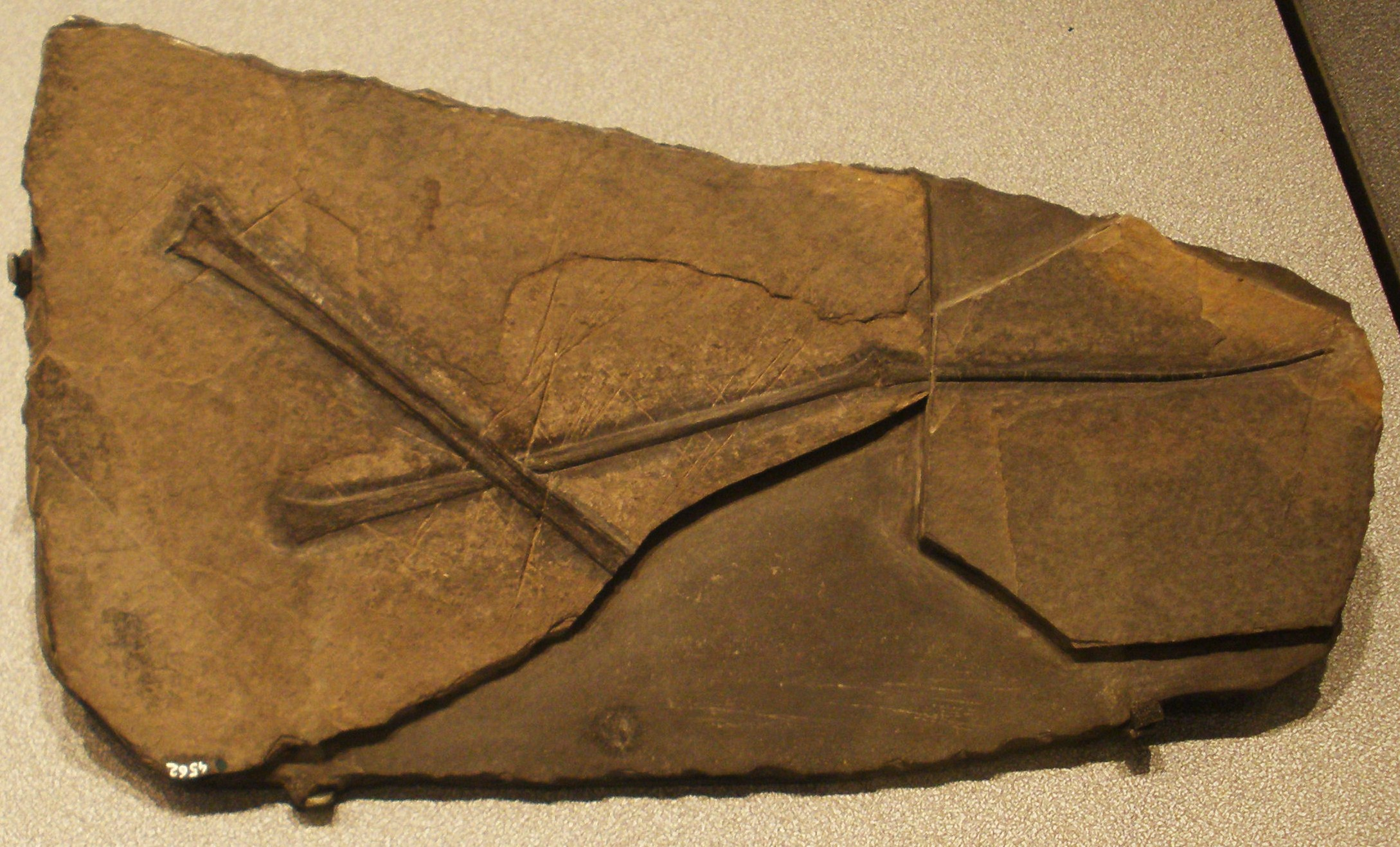
沛溫翼龍的翼部化石

沛溫翼龍的每個牙齒都是單一尖頭的。牠們可能以魚類、昆蟲兩者之一為食，或者兩者都有，關於食性的爭論仍在進行中。牠們擁有短翼與長腿，翼展約45公分。雖然牠已經有完全發展的翼，仍然比一般翼龍類還原始。

## 發現
沛溫翼龍的正模標本（編號MFSN-1891）的所屬石塊是瀝青，含有白雲石的石灰岩。當沛溫翼龍的石塊被挖掘出時，裂成數塊。後來石塊在處理過程中被清洗時，骨頭與泥灰一起被洗掉且消失了，在石塊上留下印痕，科學家只能藉由印痕的模型來研究沛溫翼龍。該標本相當完整，只缺少頭顱骨的後段。
第二個標本（編號MFSN-1770）在1984年，發現於正模標本之地表下150公尺到200公尺之間，長約45公分。這個呈非天然狀態的標本，位在一個掠食性魚類的胃部中。
第三個標本（編號MFSN 25161）是一個部分頭顱骨，缺乏下頜。

## 系統發生學
沛溫翼龍是在1984年由Rupert Wild敘述、命名。屬名是以化石發現地Preone山谷為名；種名則是以發現化石的Nando Buffarini為名。沛溫翼龍的外表類似翼龍類近親矛頜翼龍。大衛·安文（David Unwin）曾提出親緣分支分類法研究，發現沛溫翼龍是最原始的翼龍類。

## 外部連結
- Reconstructions
- EvoWiki.org[永久]
- Skeleton （页面存档备份，存于）